# 前口突頜脂鯉
前口突頜脂鯉，為輻鰭魚綱脂鯉目脂鯉亞目脂鯉科的其中一個種。分布於南美洲巴拉圭河、巴拉那河及烏拉圭河流域，體長可達14公分，棲息在底中層水域，生活習性不明。